# Эйн-Эсур
Эйн-Эсур (ивр. עין אסור‎ — «запретный родник»; Эйн-Асавир) — ханаанское поселение бронзового века в южном Леванте, ставшее крупным городом региона примерно 5000 лет назад. Археологи объявили об открытии города в 2019 году, он был обнаружен рядом с храмом 7000-летней давности, который также был частью этого поселения. По оценкам, население города составляло около 6000 человек. Эйн-Эсур был одним из крупнейших городов своего времени в регионе. Располагается на территории Хайфского округа на севере Израиля.

## Открытие

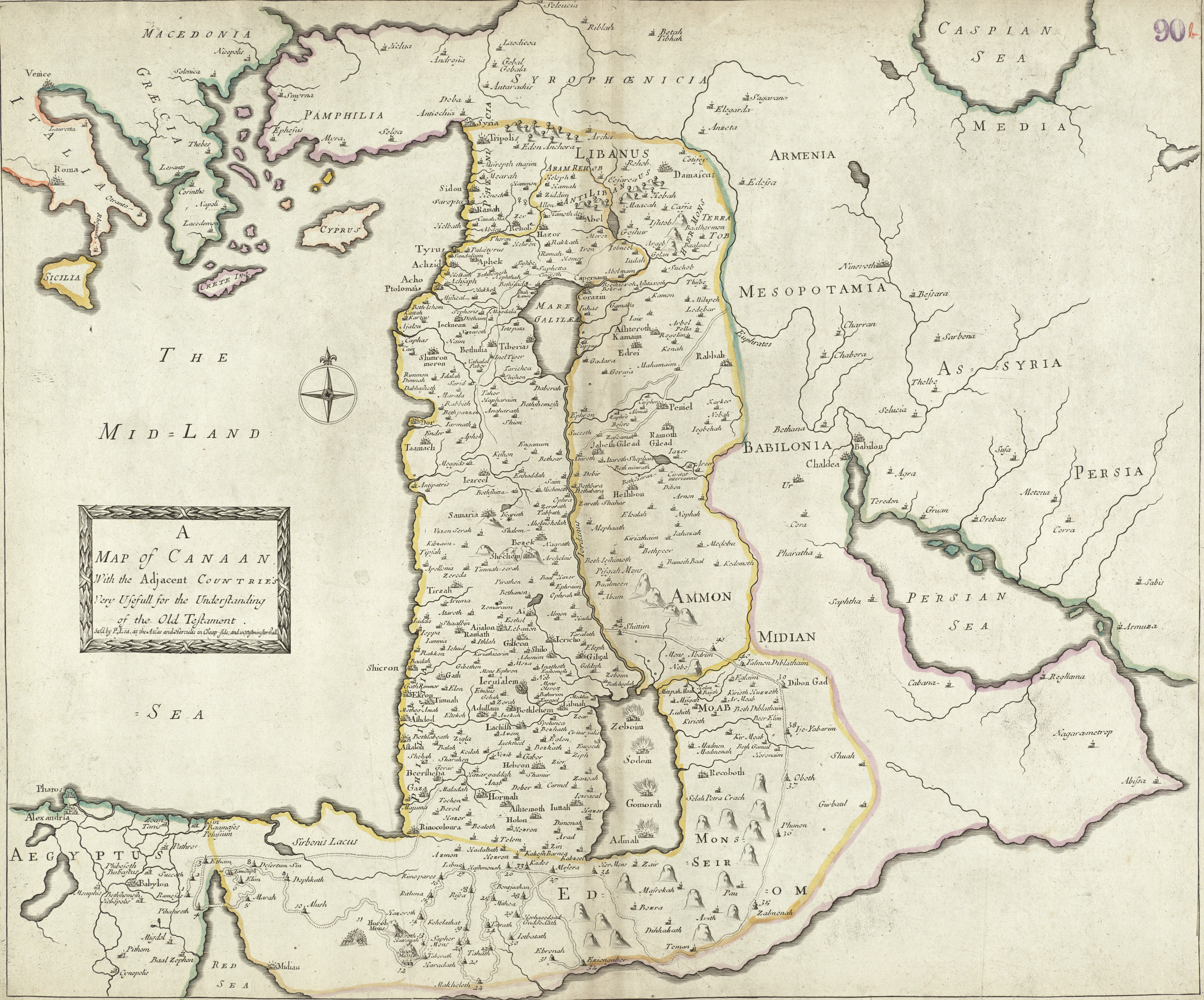
Карта Ханаана 1692 года, составленная Филиппом Ли

Эйн-Эсур был впервые обнаружен во время подготовительной работы для дорожного проекта около города Хариш, в 50 километрах к северу от Тель-Авива. Раскопки в этом районе проводились и ранее, начиная с 2003 года. Поселение находится на равнине Шарон и ниже, к югу от Тель-Эсур.
До публичного объявления об открытии комплекса Эйн-Эсур раскапывался профессиональными и добровольными археологами в течение двух с половиной лет, начиная с января 2017 года, объект исследовали археологи Итай Элад и Ицхак Паз. Работа была частично организована Управлением древностей Израиля и финансировалась «Нетивей Исраэль», национальной компанией транспортной инфраструктуры Израиля. Во время раскопок археологи нашли городской храм, который был построен примерно на 2000 лет раньше самого города.
Объявляя о своём открытии, исследователи назвали Эн Эсура «многонациональным» и «Нью-Йорком раннего бронзового века».

## Поселение
Археолог Итай Элад заявил, что Эйн-Эсур вдвое больше других крупных поселений, известных в этом районе. Эйн-Эсур занимал площадь более половины квадратного километра (160 акров) и, возможно, имел 6000 жителей. Это означает, что поселение было намного крупнее, чем Тель-Мегиддо, находящийся в двадцати километрах к востоку, и Иерихон на юге Израиля и, следовательно, являлось самым большим поселением на юге Леванта в этот период. При этом оно уступало по размерам некоторым современным ему городам в Египте и Месопотамии.
Поселение, по всей видимости, снабжалось водой из двух источников: один так и назывался Эйн-Эсур и был расположен на востоке, а другой, название которого неизвестно, на юго-западе. Считается, что поселение находилось на перекрёстке двух важных торговых путей. Археологи, работавшие на этом участке, считают, что город был спланирован и включал в себя не только улицы, аллеи и площади, но и помещения для хранения и дренажа, а также кладбище. Эйн-Эсур был окружён двухметровыми крепостными стенами. Его первооткрыватели назвали город «мегаполисом».
На территории города находятся около четырёх миллионов артефактов, в том числе миллионы глиняных осколков и кремнёвых инструментов, а также несколько базальтовых каменных сосудов. Считается, что жители Эсура были земледельцами и торговали с другими регионами и царствами. Клейма на инструментах показывают, что они были привезены в город из Египта.
Возраст храма, найденного в городе, оценивается в 7000 лет, что означает, что он был построен в эпоху халколита. Храм, который находится в общественном районе города, включает в себя внутренний двор с огромным каменным бассейном для ритуалов и статуэтками, среди которых изображения головы человека и человека рядом с животным. Внутри храма были найдены сожжённые кости животных, свидетельствующие о возможных ритуальных жертвоприношениях.
Исследователи, раскопавшие объект, рассказали, что он демонстрирует ранние процессы урбанизации в ханаанской цивилизации и что город, вероятно, обладал значительным «административным механизмом». Газета «Гаарец» описала это место как «значительно большее, чем считалось возможным в Южном Леванте 5000 лет назад». Позже поселение было заброшено.

## Сохранение
Согласно «Гаарец», в районе Эйн-Эсура в настоящее время планируется постройка транспортного узла, однако агентство «Франс-Пресс» сообщило, что планы дорог были изменены, чтобы защитить место археологических раскопок.